# Pobjeda
Pobjeda (v cyrilici Побједа, v češtině doslova vítězství) jsou černohorské noviny.
Noviny vycházejí pravidelně od roku 1944. Jejich první číslo vyšlo již během druhé světové války v NIkšići a po třech prvních číslech byly vydávány v Cetinji. Od roku 1954 vycházejí v Podgorici. Od roku 1975 vycházejí denně. Během existence socialistické Jugoslávie byly distribuovány i do větších měst v Chorvatsku, Bosně a Hercegovině a Srbsku. Vlastníkem řady novinových stánků v Černé Hoře byl tento deník.
Do 90. let 20. století se jednalo o jediné noviny, které vycházely v Černé Hoře, později je doplnily noviny Dan a Vijesti. Do roku 2010 vycházely noviny v cyrilici a od tohoto roku jsou vydávány v latince (poté, co byla uskutečněna anketa mezi čtenáři. V roce 2014 byl deník privatizován.